# Zdounyé
Zdounyé (en macédonien Здуње ; en albanais Zdunje) est un village du nord-ouest de la Macédoine du Nord, situé dans la municipalité de Gostivar. Le village comptait 2140 habitants en 2002. Il est majoritairement albanais.

## Démographie
Lors du recensement de 2002, le village comptait :
- Albanais : 998
- Turcs : 659
- Macédoniens : 467
- Roms : 9
- Serbes : 1
- Autres : 6